# Kondoa kondorum
Kondoa kondorum é uma espécie de gastrópode da família Zonitidae.
É endémica de Micronésia.